# Лекавалье, Луиза
Луиза Лекавалье (фр. Louise Lecavalier, 3 октября 1958, Лаваль, Квебек) — канадская танцовщица и хореограф, представительница «современного танца».

## Биография
Отец - столяр, мать - учительница. Училась классическому и современному танцу в Монреале и Нью-Йорке. С 1981 на протяжении 17 лет танцевала в труппе Эдуара Лока La La La Human Steps. Сотрудничала с Дэвидом Боуи и Фрэнком Заппой. В 1985 году стала первой представительницей Канады, награждённой театральной премией «Бесси». В 2000-е годы участвовала в спектаклях Бенуа Лашамбра, Тедда Робинсона, Луизы Бедар, Кристал Пайт, в собственных постановках. Снималась в кино (в том числе, в фильме Кэтрин Бигелоу «Странные дни»), преподавала в Нью-Йоркском университете.

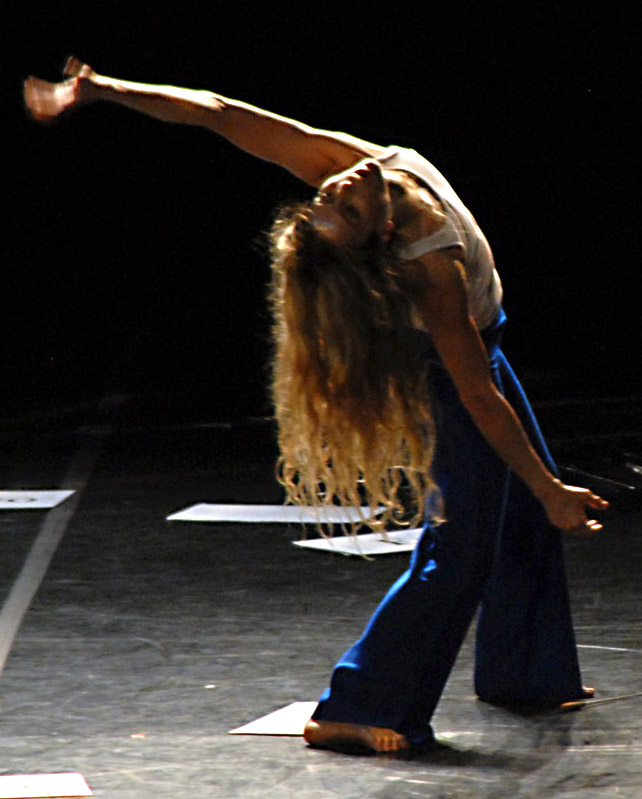
Луиза Лекавалье

В 2006 году основала собственную танцевальную компанию Fou glorieux. В 2012 году дебютировала как хореограф, поставив спектакль So Blue.

## Репертуар
- 1981 — Oranges
- 1983 — Businessman in the Process of Becoming an Angel
- 1985 — Human Sex
- 1987 — New Demons
- 1991 — Infante
- 1999 — Exaucé/Salt
- 2003 — Lula and the Sailor
- 2005 — Cobalt Rouge
- 2006 — „I“ is Memory, Lone Epic
- 2009 — Children, A Few Minutes of Lock

## Награды и признание
- 1985 — Премия «Бесси[англ.]»
- 2008 — офицер Ордена Канады